# Cacia monstrabilis
Cacia monstrabilis är en skalbaggsart som beskrevs av Heller 1915. Cacia monstrabilis ingår i släktet Cacia och familjen långhorningar.
Artens utbredningsområde är Sulawesi. Inga underarter finns listade.